# 弗莱蒂
弗莱蒂（法語：Fléty，法語發音：[fleti]）是法国涅夫勒省的一个市镇，位于该省东南部，属于希农堡（城）区。

## 地理
弗莱蒂（46°47'24"N, 3°54'12"E）面积20.06 平方千米，位于法国勃艮第-弗朗什-孔泰大區涅夫勒省，该省份为法国中部省份，北至约讷省，西北接卢瓦雷省，西接谢尔省，南至阿列省，东南接索恩-卢瓦尔省，东临科多尔省。
与弗莱蒂接壤的市镇（或旧市镇、城区）包括：阿夫雷、塔济伊、吕济、米耶、萨维尼普瓦勒福勒。

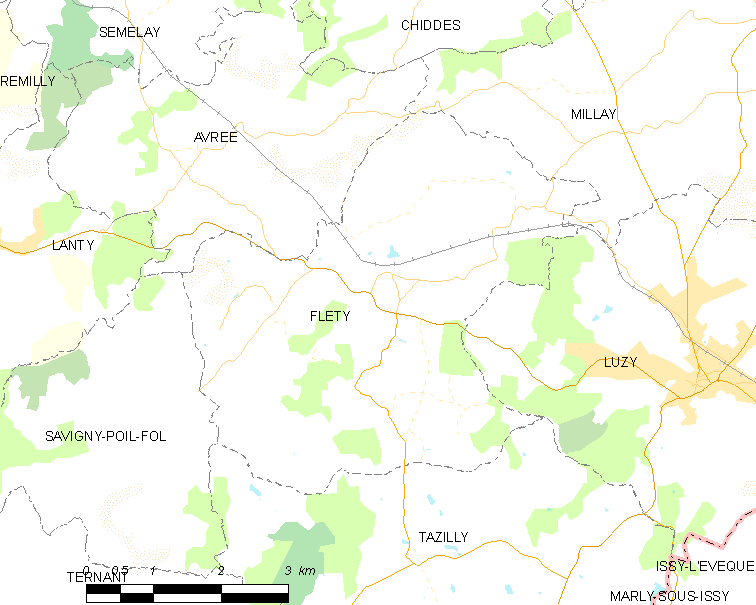
弗莱蒂的OSM定位图

弗莱蒂的时区为UTC+01:00、UTC+02:00（夏令时）。

## 行政
弗莱蒂的邮政编码为58170，INSEE市镇编码为58114。

## 政治
弗莱蒂所属的省级选区为吕济县。

## 人口

1962-2008年间弗莱蒂人口变化图示

弗莱蒂于2022年1月1日时的人口数量为90人。